# Andrew Noble (ski alpin)
Pour les articles homonymes, voir Noble (homonymie) et Andrew Noble.
Andrew « Andy » Noble, né le 10 mars 1984 à Édimbourg, est un skieur alpin britannique.

## Biographie
Actif dans des compétitions officielles depuis la saison 1999-2000, il fait ses débuts dans la Coupe d'Europe en décembre 2005, pour obtenir son meilleur résultat et seul top dix en indoor à Landgraaf (6e en 2008). En mars 2007, il découvre la Coupe du monde à Kranjska Gora, compétition dans laquelle, il est au départ de cinq courses. Il est champion de Grande-Bretagne aussi cette année.
En 2009, il est sélectionné aux Championnats du monde de Val d'Isère, puis un an plus tard, aux Jeux olympiques à Vancouver, où il termine 36e du slalom géant et 29e du slalom spécial, pour sa dernière compétition majeure internationale.
Il monte sur un podium sur la Coupe d'Amérique du Sud en septembre 2009 au slalom de La Parva.

## Palmarès

### Jeux olympiques d'hiver
| Épreuve / Édition | Vancouver 2010 |
| Slalom géant      | 36e            |
| Slalom            | 29e            |

### Championnats du monde
| Épreuve / Édition | Val d'Isère 2009 |
| Slalom géant      | 49e              |
| Slalom            | Abandon          |